# Игл (Ајдахо)
Игл (енгл. Eagle) град је у америчкој савезној држави Ајдахо.

## Демографија
По попису из 2010. године број становника је 19.908, што је 8.823 (79,6%) становника више него 2000. године.
| Група             | 2000.          | 2010.          |
| Белци             | 10.452 (94,3%) | 18.150 (91,2%) |
| Афроамериканци    | 41 (0,4%)      | 60 (0,3%)      |
| Азијати           | 82 (0,7%)      | 326 (1,6%)     |
| Хиспаноамериканци | 291 (2,6%)     | 927 (4,7%)     |
| Укупно            | 11.085         | 19.908         |